# Vinciane Pirenne-Delforge
Vinciane Pirenne-Delforge, née le 17 juin 1963 à Verviers en Belgique, est une historienne dont le champ disciplinaire principal est l'histoire des religions. Plus précisément, c'est une spécialiste des dieux gréco-romains et de la Grèce antique dans son ensemble. Depuis 2017, elle détient une chaire au Collège de France et fut avant membre du FNRS, équivalent belge du CNRS français.

## Carrière universitaire
Vinciane Pirenne-Delforge commence sa carrière universitaire en histoire à l'Université de Liège (ULiège). Titulaire d'un doctorat en philosophie et lettres (1992) puis agrégée de l’université (2006), elle est professeure à l’université de Liège où elle enseigne l’histoire et l’anthropologie des religions. Au FNRS, elle est successivement maître de recherche (jusqu'en 2014) puis directrice de recherche,.
Les commentaires de ses travaux sur la figure d'Aphrodite relèvent les points caractéristiques de ses recherches. Avant tout, elle abandonne la « quête des origines » des divinités grecques, qui domine et influence la recherche à leur sujet, pour se concentrer au contraire sur les périodes où une documentation plus objective est possible. Elle apporte ensuite une attention systématique aux aspects concrets du culte et du fonctionnement de la religion des Grecs en prenant une distance avec les figures littéraires que sont devenues leurs divinités,,.
En 2017, elle quitte son poste de directrice de recherche au FNRS pour occuper la chaire Religion, histoire et société dans le monde grec antique au Collège de France,. Elle devient alors membre permanent du laboratoire de recherche AnHiMA (Anthropologie et histoire des mondes antiques).

## Distinctions
- Citoyenne d'honneur de Liège (2018)[7]

## Publications

### Livres
- Daimôn : Modalités de l’action des dieux en Grèce ancienne, Paris, Les Belles Lettres, coll. Docet Omnia, 340 p., 2025  (ISBN 978-2251457277)
- Le Polythéisme grec à l'épreuve d'Hérodote, Paris, Les Belles Lettres, 2020.
- Le Polythéisme grec comme objet d'histoire, Paris, Fayard, 2018.
- L'Héra de Zeus : ennemie intime, épouse définitive (avec Gabriella Pironti), Paris, Les Belles lettres, 2016[8].
- Retour à la source : Pausanias et la religion grecque, Liège, 2008 (Kernos, suppl. 20)[8].
- L’Aphrodite grecque : contribution à l’étude de ses cultes et de sa personnalité dans le panthéon archaïque et classique, Liège/Athènes, 1994 (Kernos, suppl. 4), 527 p.[8].

### Principaux articles de revues
- (en) « Greek Gods and Cognitive Sciences: About Jennifer Larson's Understanding Greek Religion », Journal of Cognitive Historiography, 4 (2017), p. 47-52.
- « Teletê peut-elle être déesse ? Note épigraphique (SEG 50, 168) », Mètis. Revue d’Anthropologie du Monde Grec Ancien : Philologie, Histoire, Archéologie, 14 (2016), p. 35-48.
- avec Gabriella Pironti, « Héra et Zeus à Lesbos : entre poésie lyrique et décret civique », Zeitschrift für Papyrologie und Epigraphik, 191 (2014), p. 27-31.